# Kohei Jošijuki
Kohei Jošijuki (1946, Hirošima – 29. ledna 2022) byl japonský fotograf a průkopník práce s infračerveným filmem a infračerveným zábleskem, který vzbudil velkou pozornost v roce 1979 svou výstavou Park s nočními fotografiemi lidí při sexuálních aktivitách v japonských parcích.

## Životopis
Velkou pozornost vzbudil v roce 1979 svou výstavou Kóen (公園, Park) v galerii Komai v Tokiu. Černobílé fotografie byly prezentovány v knize vydané v roce 1980, která je „soft-core voyeurův manuál“ s fotografiemi lidí při sexuálních aktivitách v parcích Šindžuku a Jojogi (oba v Tokiu), většinou s neznámými diváky kolem nich. Fotografie byly pořízeny 35 milimetrovým fotoaparátem a infračervenými blesky. Anglický fotograf a teoretik Gerry Badger spolu s dalšími komentovali, jak fotografie vyvolávají otázky ohledně hranic mezi divákem, voyeurem a účastníkem.
Jošijukiho díla jsou ve sbírkách Muzea moderního umění (New York), Sanfranciského muzea moderního umění, Museum of Contemporary Photography (Chicago), Muzea umění Houston a North Carolina Museum of Art (Raleigh).
Příklady Jošijukiho série The Park byly zahrnuty do výstavy Exposed: Voyeurism, Surveillance and the Camera, která byla k vidění v Tate Modern od 28. května do 3. října 2010.
Jošijuki zemřel 29. ledna 2022 ve věku 76 let.

## Publikace
- Dokjumento: Kóen (nihongo ドキュメント公園, Document: Park). Sebun Mukku 4. Tokio: Sebun-ša, 1980.
- Tósacu! Sunahama no koibito-tači: Uwasa no rabu airando sennjú sacueiki (nihongo 盗撮！砂浜の恋人たち：噂のラブアイランド潜入撮影記). Sandé-ša, 1983. ISBN 978-4-88203-022-5.
- Middonaito fókasu: Majonaka no sekigaisen tósacu (nihongo ミッドナイト・フォーカス：真夜中の赤外線盗撮). Tokio: Tokuma, 1989. ISBN 978-4-19-503985-4.
- Jošijuki Kóhei šašinshú: Sekigai kósen (nihongo 吉行耕平写真集：赤外光線). Tokio: Hokusóša, 1992. ISBN 978-4-938620-36-3.